# Coryphaeschna diapyra
Coryphaeschna diapyra är en trollsländeart som beskrevs av Paulson 1994. Coryphaeschna diapyra ingår i släktet Coryphaeschna och familjen mosaiktrollsländor. Inga underarter finns listade i Catalogue of Life.